# Nitram
Nitram är en australisk biografisk dramafilm från 2021, regisserad av Justin Kurzel.
Filmen skildrar upptakten till massakern i Port Arthur 1996. Huvudpersonen Nitram, som är baserad på Martin Bryant, skildras som något av en enstöring med förkärlek för smällare. Han träffar Helen, en excentrisk femtioåring som är en stenrik arvtagerska, och de blir varandras vänner.
Filmen hade världspremiär vid filmfestivalen i Cannes 2021, där Jones vann priset för bästa manliga skådespelare.

## Rollista (i urval)
- Caleb Landry Jones – Nitram
- Judy Davis – Nitrams mor
- Essie Davis – Helen
- Anthony LaPaglia – Maurice